# Marc Cools
Marc Cools (Etterbeek, 1 januari 1956) is een Belgisch politicus, die actief was bij de PRL en vervolgens de MR.

## Levensloop
Cools studeerde af als handelsingenieur aan de Solvay Business School van de ULB. Van 1980 tot 1981 was hij administratief secretaris van het Belgisch-Congolees Fonds voor Delging en Beheer. Nadien was hij van 1981 tot 1985 economisch adviseur op het ministerie voor het Brussels Hoofdstedelijk Gewest en van 1985 tot 1990 raadgever op de studiedienst van het ministerie van Financiën.
Hij werd politiek actief voor de liberale PRL en was van 1982 tot 1987 nationaal voorzitter van de jongerenafdeling JRL. Hij werd in 1986 gemeenteraadslid van Ukkel en was van 1990 tot 2018 schepen van de gemeente. Hij was bevoegd voor Stedenbouw (1990-2001 en 2006-2018), Openbare Werken (1995-2012), Leefmilieu (1995-2001 en 2006-2018) en Economie (2001-2006), Mobiliteit (2006-2012) en Huisvesting (2012-2018).
Ook zetelde hij van 1989 tot 2004 in het Brussels Hoofdstedelijk Parlement, waar hij van 1999 tot 2001 voorzitter van de PRL-FDF-fractie en van 2001 tot 2004 ondervoorzitter was. Van 2006 tot 2019 was Cools daarnaast voorzitter van de Vereniging van de Stad en de Gemeenten van het Brussels Hoofdstedelijk Gewest (VSGB), sinds 2016 BRULOCALIS genaamd. Vanuit deze hoedanigheid was hij tevens driemaal voorzitter van de Vereniging van Belgische Steden en Gemeenten (VBSG): van 2006 tot 2007, van 2011 tot 2013 en nogmaals van 2017 tot 2019.
In juni 2017 trad Armand De Decker af als burgemeester van Ukkel, nadat hij in opspraak was gekomen in de Kazachgate-affaire. Cools nam vervolgens de honneurs waar als waarnemend burgemeester en was ook kandidaat om De Decker effectief op te volgen als burgemeester van Ukkel, maar de lokale MR-afdeling duidde Boris Dilliès aan als nieuwe burgemeester, die in september dat jaar in functie trad. Cools kon zich niet vinden in deze beslissing en besloot bij de verkiezingen van oktober 2018 op te komen met de scheurlijst Uccle En Avant, waardoor hij in maart 2018 uit de MR werd gezet. Voor de lijst Uccle d'Avant zetelt Cools sinds december 2018 in de Ukkelse gemeenteraad.
Sinds december 2005 is hij tevens lid van het Congres van Lokale en Regionale Overheden van de Raad van Europa. In dit Congres was Cools van 2012 tot 2014 ondervoorzitter, van 2013 tot 2015 ondervoorzitter en van 2015 tot 2017 voorzitter van de Belgische delegatie en van 2014 tot 2023 voorzitter van de Onafhankelijke Liberale en Democratische Fractie. In oktober 2023 werd Cools verkozen tot voorzitter van het Congres van Lokale en Regionale Overheden.
In april 2025 was Cools een van de medeoprichters van de liberale, vrijzinnige en pro-Brusselse partij lib.res van gewezen FDF/DéFI-voorzitter Olivier Maingain. Hij werd een van de vier woordvoerders van deze partij.